# Kalidou Koulibaly
Kalidou Koulibaly (ur. 20 czerwca 1991 w Saint-Dié-des-Vosges) – senegalsko-francuski piłkarz, występujący na pozycji obrońcy w arabskim klubie Al-Hilal oraz w reprezentacji Senegalu. Zwycięzca Pucharu Narodów Afryki 2021. Srebrny medalista Pucharu Narodów Afryki 2019. Były młodzieżowy reprezentant Francji.

## Kariera klubowa
Karierę piłkarską zaczynał w lokalnym klubie SR Saint-Dié. Pierwszym profesjonalnym klubem Senegalczyka francuskiego pochodzenia był FC Metz. Przed rozpoczęciem sezonu 2010/2011 Koulibaly podpisał swój pierwszy profesjonalny kontrakt. 20 sierpnia 2010 zadebiutował w pierwszej drużynie w meczu ligowym przeciwko Vannes, który ostatecznie zakończył się wynikiem 1:0. Koluibaly występował we francuskim klubie przez cztery lata. W lipcu 2012 został wykupiony przez KRC Genk, który zapłacił za niego 1,3 mln euro. W Jupiler Pro League zaliczył 64 występy, a także zdobył 1 gola. W lipcu 2014 przeszedł do SSC Napoli. Włoski zespół wyłożył za senegalskiego obrońcę 6,5 mln euro.

## Kariera reprezentacyjna
Koulibaly urodził się i wychowywał we Francji w senegalskiej rodzinie, co umożliwiało mu grę dla jednej z dwóch reprezentacji. W roku 2011 rozegrał sześć spotkań w barwach reprezentacji Francji w Mistrzostwach Świata U-20 w Kolumbii.
We wrześniu 2015 zdecydował się zmienić barwy na senegalskie, co tłumaczył później chęcią pisania przyszłości piłki nożnej w Senegalu. Zadebiutował w zwycięskim meczu przeciwko Namibii (2:0) w ramach kwalifikacji do Pucharu Narodów Afryki.
Wystąpił w Pucharze Narodów Afryki 2017 i 2019 oraz Mistrzostwach Świata 2018 w Rosji, gdzie rozegrał 3 spotkania w fazie grupowej rozgrywek.